# Meromacrus acutus
Meromacrus acutus är en tvåvingeart som först beskrevs av Fabricius 1805.  Meromacrus acutus ingår i släktet Meromacrus och familjen blomflugor. Inga underarter finns listade i Catalogue of Life.